# Hiller X-18
Die Hiller X-18 war ein Kippflügel-Wandelflugzeug zur Erprobung der Kippflügelbauweise sowie der Aufdeckung von Vor- und Nachteilen eines V/STOL-Flugzeugs.
Sie war das erste schwere Transportflugzeug dieser Bauweise mit zumindest theoretischen VTOL (Senkrechtstart- und -lande-)-Eigenschaften; da die vorgesehenen Testreihen aber nur Flächenneigungen bis max. 50° vorsahen, sind der X-18 in der Praxis nur STOL (Start auf kurzer Strecke)-Fähigkeiten sowie einige reine Schwebeflüge nachzuweisen. Eine Transition (Übergang von Schwebe- zum Horizontalflug) ist nicht dokumentiert.

## Geschichte
Im Februar 1957 bekam die Hiller Aircraft Corporation von der United States Air Force den Auftrag zum Bau von zehn Versuchsflugzeugen in Kippflügelbauweise. Die Ingenieure griffen auf vorhandene Bauteile zurück: Der Flugzeugrumpf der Chase YC-122 diente als Basis, die Antriebskomponenten waren nicht mehr benötigte Teile aus dem eingestellten „Heckstarter“-Programm der United States Navy. So stammten die gegenläufigen (Koaxial-)Dreiblattpropeller von den Experimentalflugzeugen Lockheed XFV-1 und Convair XFY-1„Pogo“, die bei der X-18 verwendeten Allison-Turbinen sollten ursprünglich auch bei der XFV-1 zum Einsatz kommen. Für die Nicksteuerung sorgte ein Westinghouse J34-Strahltriebwerk, das mit einer verlängerten Auslassdüse im hinteren Rumpfabschnitt einen variablen Schubstrahl erzeugte.
Durch dieses „Baukastensystem“ fand der Erstflug der X-18 bereits am 20. November 1959 statt, allerdings ein reiner Horizontalflug als Flächenflugzeug. Genau 20 Testflüge wurden durchgeführt; ein Maschinenschaden beim zwanzigsten Flug im Juli 1961 sorgte zusammen mit den enttäuschenden Testergebnissen für die sofortige Einstellung des X-18-Programms. Über den Verbleib des einzigen Exemplars ist wenig bekannt; wahrscheinlich wurde es auf dem Edwards-Luftwaffenstützpunkt verschrottet. Die weiteren neun geplanten Maschinen wurden nie gebaut.
Die bei der Entwicklung und Erprobung der X-18 gewonnenen Erkenntnisse flossen in das Konzept Ling-Temco-Vought XC-142 ein.

## Technische Daten
| Kenngröße             | Daten |
| --------------------- | --- |
| Baujahr               | 1959 |
| Hersteller            | Hiller Aircraft Corporation                                                                                                |
| Spannweite            | 14,63 m |
| Länge                 | 19,20 m |
| Höhe                  | 7,49 m |
| Startgewicht          | 14.970 kg |
| Besatzung             | 2 |
| Höchstgeschwindigkeit | 402 km/h |
| Dienstgipfelhöhe      | 10.759 m |
| Reichweite            | keine Angaben |
| Triebwerke            | 2 Allison-T40-A-14-Propellerturbinen mit je 4.362 kW (5.932 PS) 1 Westinghouse J34-Strahltriebwerk mit 1.542 kp Standschub |